# Santa Emiliana
Santa Emiliana (... – VI secolo), vergine romana, è venerata come santa dalla Chiesa cattolica.

## Biografia
Zia paterna di san Gregorio Magno, che ne narrò la vita in una sua omelia, si dedicò con le sorelle Tarsilla e Gordiana alla vita ascetica, consacrandosi al Signore.
Nel XVIII secolo si riteneva sepolta nel terreno circostante la chiesa dei Santi Andrea e Gregorio al Monte Celio.

## Culto
Secondo il Martirologio Romano, il giorno dedicato alla santa è il 5 gennaio: 
(Martirologio Romano)